# Anna Hasselborg
Anna Hasselborg (ur. 5 maja 1989 w Sztokholmie) – szwedzka curlerka, mistrzyni olimpijska z Pjongczangu 2018, ponadto mistrzyni świata juniorek 2010, brązowa medalistka mistrzostw Europy mikstów, zawodniczka Sundbybergs Curlingklubb, w curling gra od 1996. Mierzy 163 cm, waży 55 kg.
Hasselborg na Mistrzostwach Szwecji Mikstów 2007/2008 była rezerwową w mieszanym zespole Niklasa Edina, ta drużyna wygrała turniej i reprezentowała Szwecję na Mistrzostwach Europy. Na pozycji trzeciej w drużynie grała Anette Norberg, która zrezygnowała z występu na Mistrzostwach wybierając turniej Oslo Cup, gdzie ze swoją kobiecą drużyną przygotowywała się do Mistrzostw Europy Kobiet. W wyniku zaistniałej sytuacji Anna Hasselborg w Kitzbühel była trzecią. Reprezentacja kraju po Round-Robin w swojej grupie zajmowała pierwsze miejsce (7 zwycięstw, bez porażek) jednak przegrała 1:7 półfinał z Niemcami (Rainer Schöpp). Ostatecznie Szwecja zdobyła brązowe medale po wygranej nad Rosją 6:4.
W sezonie 2007/2008 zdobyła srebrny medal mistrzostw Szwecji juniorek, w finale przegrała z Cecilią Östlund. Rok później w finale wygrała co skutkowało wyjazdem na Mistrzostwa Świata Juniorów w Curlingu 2009. Szwedki ostatecznie z bilansem 4-5 zajęły 6. miejsce. Reprezentowała kraj także na MŚJ 2010, Szwedki weszły do fazy play-off z drugiego miejsca, w meczu 1-2 przegrały z Kanadą (Rachel Homan) 3:9, drużyny te spotkały się jeszcze później po wygranym przez Szwedki półfinale przeciwko Amerykankom (Alexandra Carlson) 6:1. W finale triumfowała drużyna europejska, pokonując zespół kanadyjski 8:3.
Anna Hasselborg dowodziła szwedzką drużyną podczas Zimowej Uniwersjady 2013. Jej zespół z rundzie grupowej wygrał 5 meczów, 4 razy odnosił porażki. Szwedki uplasowały się na 5. miejscu. Drużyna Anny została wybrana do reprezentowania Szwecji na Mistrzostwach Europy 2014. Podczas swoje debiutanckiego występu na tych zawodach zajęła 5. miejsce, wygrała 5 z 9 spotkań.

## Wielki Szlem
| Turniej                | 2014/2015 |
| ---------------------- | --------- |
| Autumn Gold            | A         |
| Colonial Square        | QF        |
| Masters                | A         |
| Canadian Open          | A         |
| Players’ Championships |           |

| *  | = turniej niezaliczany do cyklu Wielkiego Szlema |
| —  | = turniej nie odbył się                          |
| A  | = nie uczestniczyła                              |
| x  | = nie zakwalifikowała się do fazy finałowej      |
| QF | = ćwierćfinał                                    |
| SF | = półfinał                                       |
| F  | = finał                                          |
| W  | = zwycięstwo                                     |

## Drużyna
Drużyny żeńskie
|           | Czwarta         | Trzecia            | Druga               | Otwierająca   |
| --------- | --------------- | ------------------ | ------------------- | ------------- |
| 2019/2020 | Anna Hasselborg | Sara McManus       | Agnes Knochenhauer  | Sofia Mabergs |
| 2018/2019 | Anna Hasselborg | Sara McManus       | Agnes Knochenhauer  | Sofia Mabergs |
| 2017/2018 | Anna Hasselborg | Sara McManus       | Agnes Knochenhauer  | Sofia Mabergs |
| 2016/2017 | Anna Hasselborg | Sara McManus       | Agnes Knochenhauer  | Sofia Mabergs |
| 2015/2016 | Anna Hasselborg | Sara McManus       | Agnes Knochenhauer  | Sofia Mabergs |
| 2014/2015 | Anna Hasselborg | Agnes Knochenhauer | Karin Rudström      | Zandra Flyg   |
| 2013/2014 | Anna Hasselborg | Karin Rudström     | Agnes Knochenhauer  | Zandra Flyg   |
| 2012/2013 | Anna Hasselborg | Karin Rudström     | Agnes Knochenhauer  | Zandra Flyg   |
| 2011/2012 | Anna Hasselborg | Sabina Kraupp      | Margaretha Dryburgh | Zandra Flyg   |
| 2010/2011 | Anna Hasselborg | Sabina Kraupp      | Agnes Knochenhauer  | Anna Huhta    |
| 2009/2010 | Anna Hasselborg | Jonna McManus      | Agnes Knochenhauer  | Anna Huhta    |
| 2007/2009 | Anna Hasselborg | Sabina Kraupp      | Agnes Knochenhauer  | Zandra Flyg   |

Drużyny juniorskie
|           | Czwarta         | Trzecia            | Druga              | Otwierająca        |
| --------- | --------------- | ------------------ | ------------------ | ------------------ |
| 2009/2010 | Anna Hasselborg | Jonna McManus      | Agnes Knochenhauer | Anna Huhta         |
| 2008/2009 | Anna Hasselborg | Agnes Knochenhauer | Sofie Sidén        | Zandra Flyg        |
| 2006/2008 | Anna Hasselborg | Sabina Kraupp      | Agnes Knochenhauer | Sigrid Kamp        |
| 2004/2005 | Anna Hasselborg | Sabina Kraupp      | Agnes Knochenhauer | Zandra Flyg        |
| 2003/2004 | Anna Hasselborg | Sofie Sidén        | Zandra Flyg        | Agnes Knochenhauer |
| 2002/2003 | Anna Hasselborg | Sabina Kraupp      | Sigrid Kamp        | Zandra Flyg        |
| 2001/2002 | Sabina Kraupp   | Anna Hasselborg    | Sigrid Kamp        | Agnes Knochenhauer |

Drużyny mikstowe
|           | Czwarty/-a     | Trzeci/-a       | Drugi/-a           | Otwierający/-a  |
| --------- | -------------- | --------------- | ------------------ | --------------- |
| 2011/2012 | Oskar Eriksson | Anna Hasselborg | Kristian Lindström | Marina Stener   |
| 2007/2008 | Niklas Edin    | Anette Norberg  | Eric Carlsén       | Anna Hasselborg |